# Germán Tagle
Germán Patricio Tagle Lara (Santiago, 8 de enero de 1975) es un exfutbolista profesional chileno que jugaba de defensa o mediocampista. Desarrolló su carrera en equipos de Chile y Estados Unidos.

## Trayectoria

### Como jugador
Oriundo de Santiago, comenzó a jugar fútbol en la Liga Amigos del Fútbol de la comuna de Peñalolén, además de iniciar las divisiones inferiores en Universidad Católica. Sin espacio en el primer equipo cruzado, comenzó su carrera profesional defendiendo los colores de Universidad de Concepción, en lo que fue la primera temporada del conjunto del campanil en el fútbol profesional chileno en  el campeonato de Primera B de 1998. Para la temporada siguiente, jugó por Magallanes de la misma divisional. 
El año 2000 da el salto a la primera división chilena, siendo contratado por Unión Española, equipo dirigido por Juvenal Olmos. Tras 3 temporadas, en 2004 firma por un año con Universidad Católica, regresando a su club formador.Tras 6 meses, firma por Palestino. Tras un año entrenando con el SIFUP, ficha en 2007 por el Western Mass Pioneers estadounidense, donde termina su carrera profesional a fines del mismo año.

### Como entrenador
Se graduó como entrenador del INAF, y realizó sus primeras armas como entrenador de las juveniles del Western Mass Pioneers a la par de su labor como jugador. Luego, se desempeñó como ayudante de Hugo Balladares en Magallanes,y en las selecciones chilenas juveniles sub-15 y sub-17. También se desempeñó como ayudante de Cristián Leporati en la sub-15, colaborando en forma paralela con las selecciones femeninas de Chile.
El 17 de noviembre de 2023, se anuncia como miembro del cuerpo técnico  de la Selección adulta masculina, acompañando al entrenador interino Nicolás Córdova.

## Clubes

### Como jugador
| Club                      | País           | Año       |
| ------------------------- | -------------- | --------- |
| Universidad de Concepción | Chile          | 1998      |
| Magallanes                | Chile          | 1999      |
| Unión Española            | Chile          | 2000-2003 |
| Universidad Católica      | Chile          | 2004      |
| Palestino                 | Chile          | 2004-2005 |
| Western Mass Pioneers     | Estados Unidos | 2007      |

### Como entrenador alterno
| Club                         | País  | Año       | Entrenador Titular |
| ---------------------------- | ----- | --------- | ------------------ |
| Magallanes                   | Chile | 2017-2018 | Hugo Balladares    |
| Selección sub-15             | Chile | 2019-2021 | Hugo Balladares    |
| Selección sub-17             | Chile | 2020      | Hugo Balladares    |
| Selección sub-17             | Chile | 2023-Act. | Ariel Leporati     |
| Selección de fútbol de Chile | Chile | 2023-Act. | Nicolás Córdova    |